# Michael Teti
Michael Francis Teti –conocido como Mike Teti– (Upper Darby, 20 de septiembre de 1956) es un deportista estadounidense que compitió en remo. Su esposa, Kay Worthington, compitió en el mismo deporte.
Participó en dos Juegos Olímpicos de Verano, obteniendo una medalla de bronce en Seúl 1988, en la prueba de ocho con timonel, y el cuarto lugar en Barcelona 1992, en la misma prueba.
Ganó dos medallas en el Campeonato Mundial de Remo, en los años 1985 y 1987.

## Palmarés internacional
| Juegos Olímpicos   | Juegos Olímpicos       | Juegos Olímpicos  | Juegos Olímpicos |
| Año                | Lugar                  | Medalla           | Prueba           |
| ------------------ | ---------------------- | ----------------- | ---------------- |
| 1988               | Seúl (Corea del Sur)   | Medalla de bronce | Ocho con timonel |
| Campeonato Mundial |                        |                   |                  |
| Año                | Lugar                  | Medalla           | Prueba           |
| 1985               | Malinas (Bélgica)      | Medalla de bronce | Ocho con timonel |
| 1987               | Copenhague (Dinamarca) | Medalla de oro    | Ocho con timonel |